# 双重标准
双重标准，简称双标，是指評論時重視行為人身份勝過證據與道理。無正當理由地针对某一種相同程度的特定行為，因实施的人不同，而导致评价褒贬不一的现象。廣義上單指行為，狹義則考慮該行為的輕重性。例如允许某一群体或个人实施某一種行為，但禁止另外一群体或个人实施相同行为。
雙重標準是一種人与人之间的偏見或歧视，違反了公正、平等的原则，而实行“双重标准”的人通常不会承认这一点，甚至称自己很公平。
對於某种事態因时代、环境、行為內容等內外部条件不同，而以兩個不同的標準處理时，也可能被指责為「雙重標準」。
能够表达“双重标准”意思的词句如「选择性执法」、「只許州官放火，不許百姓點燈」等；劝诫避免「雙重標準」的词句如「正人先正己」、「以身作则」等。

## 常见的双标案例

### 性别
实施双重标准，首先要针对特定的人制定标准。例如古代中国针对女性制定了所谓“贞洁”、“顺从”等标准，而这些标准并不适用于男性。由于这个标准造成的影响直到今日仍未完全消除，因此针对同一种特定现象，对于男性、女性而言可能会有褒贬不一的评价。
- 如对于性欲旺盛、性行为频繁、具有高超的性技巧或拥有多个性伴侣，男性可能會被視為具有男性氣概，而女性则可能會被视为举止放荡、行为不端。
- 如对于行事果敢、雷厉风行、不容置疑，男性可能會被称为男子汉、有气魄，而女性则可能會被称为女强人、鐵娘子、女汉子等[4]。

### 政治
由于维护统治、地缘政治、意识形态和战争等因素，历史上各国政府大多出现了一定程度上的双重标准，包括但不限于：隐瞒回避本国政府所造成的负面事件而宣扬夸大其他国家或上一任政府的负面事件，打压本国境内的分离主义势力和异见人士而支持其他国家的类似群体等。
比如：一战期间，德意志帝国于1916年6月关押了主张反对帝国主义战争的罗莎·卢森堡和卡尔·李卜克内西等国内社会主义人士，但出于对俄罗斯战争实力影响的考虑，允许列宁等32人经德国领土回到俄罗斯。:127-128

## 申命記雙重標準
猶太人經典《申命記》第二十三章19-20節記錄「你借給你兄弟的銀錢、食物，或是任何可以生利的東西，都不可取利。借給外族人，你倒可以取利；只是借給你的兄弟，你就不可取利」。意思是對兄弟不能收取利息，而外族人可以。後世稱之為「申命記雙重標準」。